# Neal Zaslaw
Neal Zaslaw (né le 28 juin 1939 à New York) est un musicologue américain.

## Biographie
Né à New York, Zaslaw a obtenu à l'Université Harvard en 1961 un baccalauréat ès arts et a obtenu son master à la Juilliard School en 1963. Il a joué de la flûte dans l'American Symphony Orchestra sous la direction de Leopold Stokowski (1962-1965). En 1970, il a obtenu son Ph.D de l'Université Columbia, il a également enseigné à CUNY de 1968 à 1970. Depuis 1970, il enseigne à l'Université Cornell.
Les premiers travaux de Zaslaw portant sur la technique de l'interprétation, en ce qui concerne en particulier le tempo et l'ornementation tout particulièrement dans la musique française et italienne. Zaslaw a longuement étudié les œuvres de Wolfgang Amadeus Mozart, et son travail sur les symphonies de Mozart en 1989 est un ouvrage incontournable. En 1993, il a été nommé principal rédacteur du catalogue Köchel révisé.